# No Body, No Crime
〈no body, no crime〉은 미국의 싱어송라이터 테일러 스위프트의 노래로, 미국의 록 밴드 하임이 피처링을 하였다. 스위프트의 아홉 번째 정규 음반 《Evermore》의 여섯 번째 수록곡이며, 2020년 12월 11일 리퍼블릭 레코드를 통해 공개되었다. 스위프트가 작사와 작곡을 모두 하였으며, 프로듀싱도 더 내셔널의 멤버 아론 데스너와 함께 프로듀싱을 맡았다.

## 배경과 작곡
〈no body, no crime〉은 테일러 스위프트와 하임의 첫 컬래버레이션이다. 가사는 한 살인 사건의 미스터리에 관한 것이다. 하임의 멤버 중 한 명인 에스티 하임에서 이름을 딴 가상의 등장인물 에스티는 남편이 바람을 피우고 있다는 것을 알게 된다. 에스티는 바람피우는 남편을 맞닥뜨리고 결국 살해를 당하는데, 하임은 이때 "He did it"이라는 말을 반복적으로 한다. 끝으로 마지막 구절에서 남편을 죽인 여자에 대한 화자의 복수를 하며 노래가 끝난다. 벌처의 저스틴 커토는 더 칙스의 〈Goodbye Earl〉이나 캐리 언더우드의 〈Before He Cheates〉 등의 노래에서 유사성을 언급하며 노래를 설명하였다.

## 크레딧
크레딧은 피치포크에서 발췌하였다.
- 테일러 스위프트 − 리드 보컬, 작사 및 작곡, 프로듀서
- 다니엘 하임 − 백 보컬
- 에스티 하임 − 백 보컬
- 아론 데스너 − 프로듀서, 리코더, 맨돌린, 신디사이저, 피아노, 필드 레코딩, 베이스, 통기타, 전기 기타
- 조시 카우프만 − 랩 스틸, 전기 기타, 오르간, 하모니카
- J.T. 베이츠 − 드럼 키트, 악기 리코더
- 조너선 로 − 보컬 리코더, 믹서
- 아리엘 렉트셰이드 − 보컬 리코더
- 맷 디모나 − 보컬 리코더
- 그렉 칼비 − 마스터링
- 스티브 팔론 −마스터링

## 차트
| 차트 (2020)                 | 최고 순위 |
| --------------------------- | --------- |
| 오스트레일리아 (ARIA)       | 16        |
| 아일랜드 (IRMA)             | 11        |
| 뉴질랜드 (리코디드 뮤직 NZ) | 29        |
| 영국 싱글 (OCC)             | 19        |

## 발매 일정
| 지역 | 날짜            | 포맷                     | 레이블              | Ref.  |
| ---- | --------------- | ------------------------ | ------------------- | ----- |
| 세계 | 2020년 12월     | 디지털 다운로드 스트리밍 | 리퍼블릭            |       |
| 미국 | 2021년 1월 11일 | 컨트리 라디오            | 리버플릭 MCA 내슈빌 | [ 9 ] |